# Guilherme Zaiden
Guilherme Zaiden (nome artístico gzaiden) é um youtuber brasileiro. Publicou os primeiros vídeos virais em 2006, sendo considerado o primeiro youtuber do Brasil, e um marco e pioneiro da chamada "era vlogger". O seu vídeo "Confissões de um emo", produzido em 2006, em fevereiro de 2015 era ainda o vídeo brasileiro mais visto no Youtube, e um dos dois únicos acima dos seis milhões de visualizações, sendo eleito nesse ano pelo portal de notícias GaúchaZH um dos 10 memes mais famosos no Brasil.

## Redes sociais
Em 2006, quando se popularizavam os primeiros vlogs nos Estados Unidos, o YouTube, lançado apenas um ano antes, contava com 50 milhões de usuários, dois milhões dos quais no Brasil. Nessa época um jovem brasiliense de 18 anos, Guilherme Zaiden, motivado pela sensação da falta de acidez no humor brasileiro, refém duma cultura essencialmente heteronormativa, com derivas homofóbicas e machistas, começou criando em vídeos caseiros, de câmera na mão e falando sozinho horas a fio, os personagens que o tornariam famoso: um viciado em Orkut, um pastor preconceituoso e um emo, bem em linha com o espírito de meados da década de 2000.
O primeiro vídeo, "Confissões de um emo", foi postado a 21 julho de 2006. No vídeo, Zaiden encenava o vlog fictício da personagem "Bonequinho de Porcelana", um garoto insatisfeito com o rótulo de emo que lhe haviam colocado.
Em 2015, por ocasião da comemoração dos vinte anos da Internet comercial no Brasil, o portal de notícias GaúchaZH elegeu o vídeo "Confissões de um emo", de Guilherme Zaiden, como um dos 10 memes mais famosos no Brasil. A 13 de fevereiro do mesmo ano ano, "Confissões de um emo" seguia sendo o vídeo brasileiro com mais visualizações, sendo um dos dois únicos com mais de seis milhões de acessos.
Em 2017, o vídeo contava com 7 milhões de visualizações.
Guilherme Zaiden foi também, juntamente com Clarah Averbuckee, um dos geradores do termo blocks, derivado das palavras inglesas blog e book, obtendo em 2006, em média, 50 milhões de visualizações nas produções compartilhadas, resultando em livros baseados nos relatos registrados nos vídeos postados e aclamados em páginas de blogue.
Apesar do sucesso de milhões de visualizações nos vídeos que produzia, a insegurança de Zaiden fez com que não aproveitasse o sucesso, e abandonasse a plataforma cerca de um ano depois, não chegando sequer a aproveitar o programa de parcerias da Google, lançado em 2007, no qual a empresa dá uma parte da receita das propagandas a quem produz os vídeos. Apesar da paragem nas postagens, em 2008 e 2009 Zaiden ainda era referido como campeão de acessos e celebridade da Internet, motivando o convite da Globo para uma participação pontual na novela Caminho das Índias em janeiro de 2009.
Em 2015, Zaiden regressou à atividade de youtuber, voltando a pausar pouco depois. Apesar da baixa frequência na postagem de vídeos após 2007, em 2018 o canal de youtube Zaiden ainda era considerado uma referência no humor da Internet.
Em 2017, o youtuber causou sensação postando no Instagram fotos quase nu, revelando a sua boa forma física.
Em 2022, Guilherme Zaiden entrou para a plataforma X, antigo Twitter, e começou a fazer conteúdo adulto em seu perfil @trophymuscle.
https://x.com/trophymuscle

## Televisão
Em fevereiro de 2009, Guilherme Zaiden foi convidado pela Globo a fazer uma participação pontual na novela Caminho das Índias. Zaiden representou-se a si mesmo, enquanto blogueiro, contracenando com o igualmente blogueiro Indra, personagem representada por André Arteche.

## Vida pessoal
No início da década de 2010, Zaiden mudou-se para Los Angeles, onde estudou teatro teatro. Casou-se e adotou o sobrenome do marido, Marsh, mantendo o nome artístico que já usava no YouTube no Twitter, @gzaiden.
Em 2017, Zaiden ainda residia em Los Angeles.